# Hormuzsundet

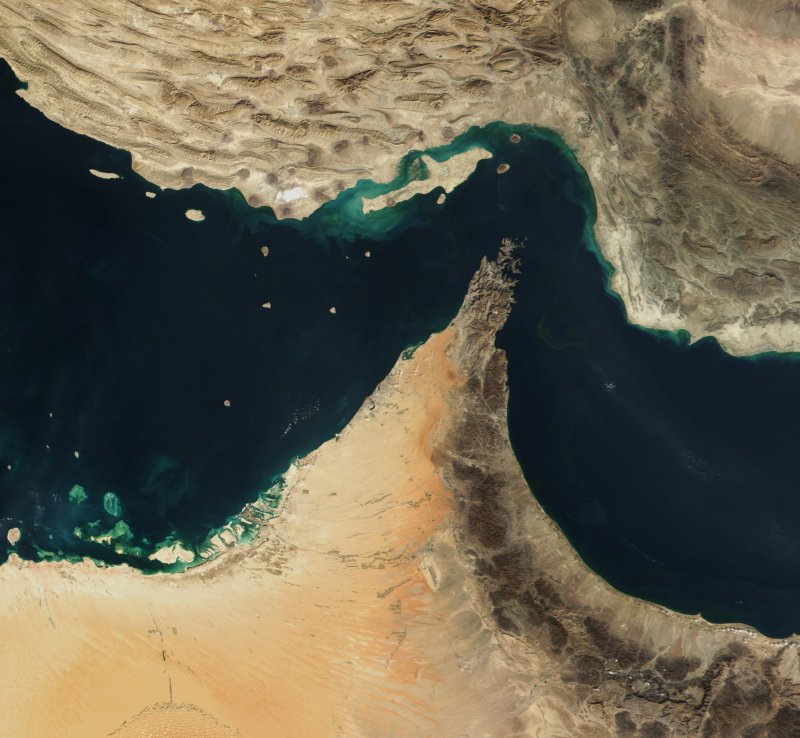
Satellitbild över Hormuzsundet och Musandamhalvön.

Hormuzsundet (arabiska: مضيق هرمز, persiska: تنگه هرمز) är ett sund mellan Musandamhalvön (tillhörande Oman och Förenade arabemiraten) på Arabiska halvöns nordkust och Iran. Sundet förbinder Persiska viken med Omanbukten och Arabiska havet. Positionen är enormt strategisk, eftersom den som kontrollerar sundet därmed kontrollerar större delen av oljeflödet från Mellanöstern. Sundet har ända sedan antiken varit en viktig sjöfartsled och idag skeppas dagligen kring 20% av världens olja genom sundet.
I sundet ligger flera öar, bland andra Qeshm, Hormuz, Hengam, Larak.